# رادنی مارش
رادنی مارش (به انگلیسی: Rodney Marsh) بازیکن فوتبال زادهٔ ۱۱ اکتبر ۱۹۴۴ اهل کشور انگلستان بود که سابقهٔ بازی در تیم ملی فوتبال انگلستان را در کارنامهٔ خود دارد. وی در تاریخ ۱۰ نوامبر ۱۹۷۱ نخستین بازی ملی خود را در مقابل تیم ملی فوتبال سوئیس انجام داد و با حضور در ۹ بازی ملی، در تاریخ ۲۴ ژانویه ۱۹۷۳ واپسین بازی ملی‌اش را در برابر تیم ملی فوتبال ولز برگزار کرد.
این بازیکن توانسته در بازی‌های ملی، ۱ گل به ثمر برساند.